# Champneuville
Champneuville település Franciaországban, Meuse megyében. Lakosainak száma 119 fő (2022. január 1.). Champneuville Beaumont-en-Verdunois, Chattancourt, Cumières-le-Mort-Homme, Louvemont-Côte-du-Poivre, Marre, Regnéville-sur-Meuse, Samogneux és Vacherauville községekkel határos.

## Népesség
A település népességének változása:
| Lakosok száma | 97   | 90   | 92   | 114  | 123  | 121  | 120  | 121  | 123  | 119  |
|               | 1968 | 1982 | 1990 | 2006 | 2013 | 2015 | 2017 | 2019 | 2020 | 2022 |